# باپتیست مارتین
باپتیست مارتین (انگلیسی: Baptiste Martin؛ زادهٔ ۱۴ مهٔ ۱۹۸۵) بازیکن فوتبال اهل فرانسه است.
از باشگاه‌هایی که در آن بازی کرده‌است می‌توان به باشگاه فوتبال کلرمون فوت، باشگاه فوتبال کورتریک، و باشگاه فوتبال اوسر اشاره کرد.